# 金邊國際機場
金邊國際機場，是柬埔寨首都金邊的一座民用機場，也是柬埔寨主要國際機場，將被新建的德崇國際機場取代。
2013年萬名旅客票選亞洲機場排名，亞洲15個城市機場，排名第十名，又被旅客譽為亞洲最精緻又小而美的機場之一。

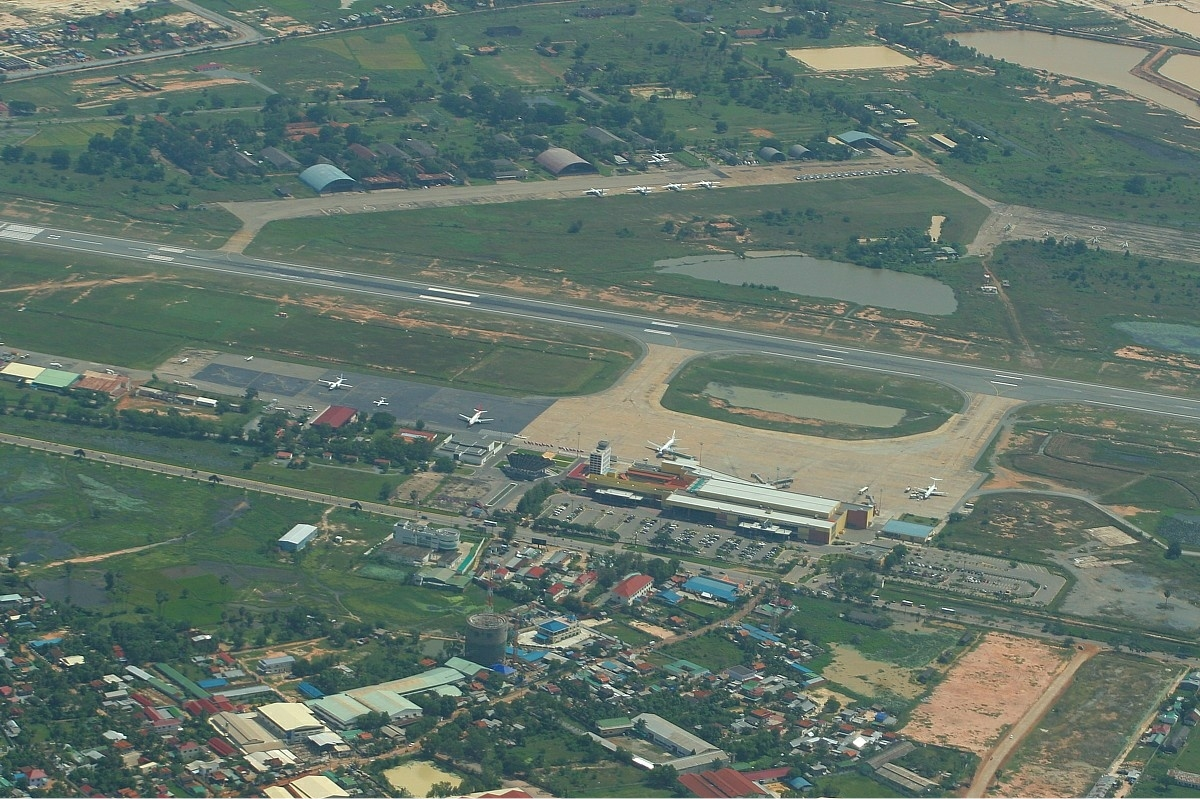
金邊國際機場鳥瞰圖

## 歷史
金邊國際機場启用初期名為波成东国际机场。
1995年7月6日，柬埔寨皇家政府与法国-马来西亚合资的SCA机场運營公司签订了经营波成東机场为期20年的特许经营协议，協議内容包括将“波成东国际机场”更名为“金边国际机场”、SCA机场運營公司法國GTM集团拥有的70%股份，而马来西亚的穆什巴赫·马斯顿公司擁有30%的股份，SCA机场運營公司將出資1亿美元資助金边国际机场的改进计划包括建造新跑道、码头、货运大楼、机库，安装CAT III级仪表、着陆系统（ILS）和機場照明系統。
柬埔寨皇家政府指定了博爾格集团在SCA机场運營公司特许经营金边国际机场期间提供独立的工程服务，审核设计方案，并就特许经营权提出的改进的实用性和成本提出建议。博爾格集团還擔任了初期工程的監工，以指導建設适应如波音777等宽体飛機的跑道、安装新的ILS、计量设备、跑道照明和发电机和电力系统以及新建消防站、滑行道和转盘扩展。
在初期工程完成后，博爾格集团又为占地20,000-平方（220,000-平方英尺）的新客運大樓提供设计和工程服务，以适应日益增长的旅游交通。新客運大樓耗資2,000万美元，新航站楼擁有四个登機橋，超过1,000个汽车停车位和VIP和CIP设施。
金邊國際机场内的冰雪皇后是柬埔寨第一批特許經營的外資公司之一。而新航站樓内的星巴克咖啡是柬埔寨境内的第一間星巴克咖啡。

## 機場概況
金邊國際机场设计吞吐量为每年500万人，機場平均海拔40英尺（12），現僅有一條跑道。机场有两个航站楼，分別是国际客運大樓以及国内客運大樓，近日還增加了VIP服务的新设施。国际航站楼的4座登機橋建於2003年。2017年，國際客運大樓扩建新增了3座登機橋。

## 主要設施

### 國際航廈
- 容量：200萬人次
  - 面積：16,000 m²
  - 候機樓面積：1,300 m²
  - 貴賓室面積：250 m²
  - 飲食商店面積：350 m²
  - 免稅商店面積：700 m²
- 座位數量：360
- 登記櫃台數目：22
- 關口數目：30
- 停機坪數目：4個附設登機橋、2個沒有登機橋
- 行李運輸帶數目：2（國際航線）
- 停車場容量：380

### 內陸航廈
- 離境大堂
  - 處理人次：每小時300人
  - 面積：1,200 m².
  - 3個登機門
- 抵達大堂 
  - 面積：2,470 m².
  - 花園：900 m².
  - 處理人次：每年400,000人

### 跑道
- 長度：3,000米
- 寬度：45米
  - 瀝青：18,000 m².
  - 面積：64,150 m²

## 遠期規劃

### 扩建
2014，柬埔寨機場集團發佈了一项1亿美元的项目，以扩大金边和暹粒国际机场的客运站，以适应持续强劲的旅客增长。该项目包括了停车场和码头的扩建，更多的值機櫃檯、登機口、登機橋、出入境櫃檯以及新的行李处理系统。
此外，將會把機場商业区扩大，未來將有更多的零售商店、新的餐厅和饮料店營業，以及修建新的貴賓休息室以迎接頭等艙和商務艙旅客。
扩建将使机场的容量翻一番，每年吞吐量可達到两千五百万人。

### 遠期規劃
2018年1月，柬埔寨政府批准建造一个新机场，预计耗资15亿美元，新国际机场将取代现有的金邊国际机场。与Boueng Cheung Loung相邻的部分开垦土地，位于金边南部约30公里的干拉省的一个大湖上。
政府將成立柬埔寨机场投资有限公司，其90%的股權由柬埔寨最大的房地产开发商之一的OCIC海外投资公司持有，而柬埔寨民航處持有10%。OCIC将投资2.8亿美元，而未公開的外资银行将提供11亿美元的资金。新機場90%的股份由OCIC持有，其余股份由柬埔寨民航處持有。
雖然機場現仍处于一期建設阶段，但根據規劃，機場將達到國際4F级的標準，能够处理大型长途飞机。据當地媒體報道将機場日後將建設成爲占地约2600公顷、世界上最大的机场之一。

### 國內客運

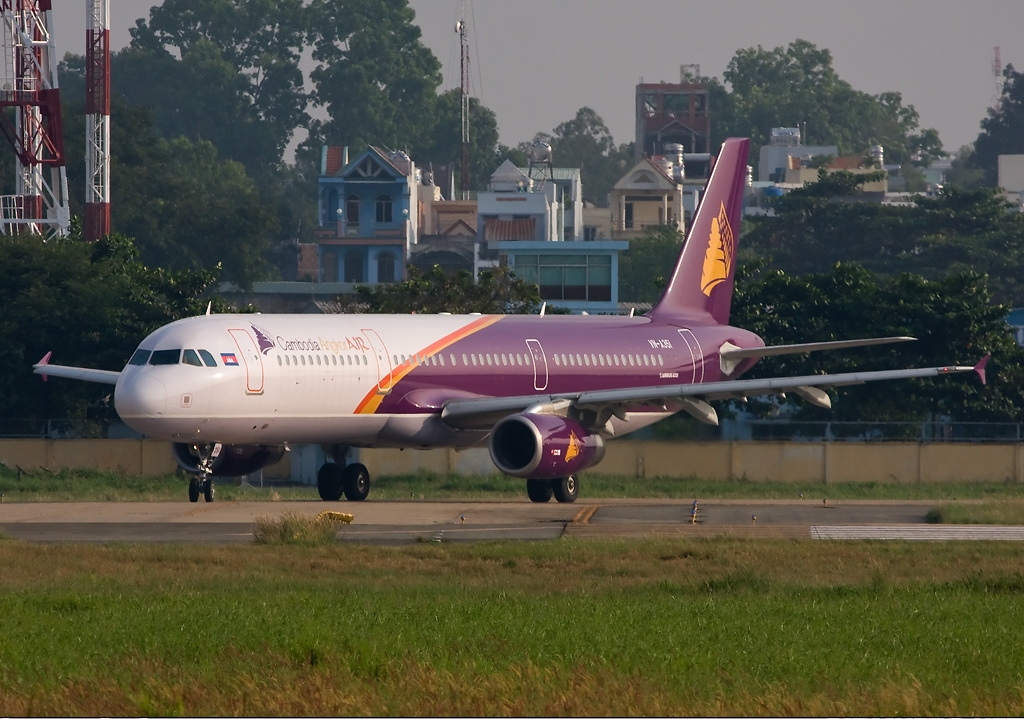
柬埔寨國家航空的空中巴士A321客機

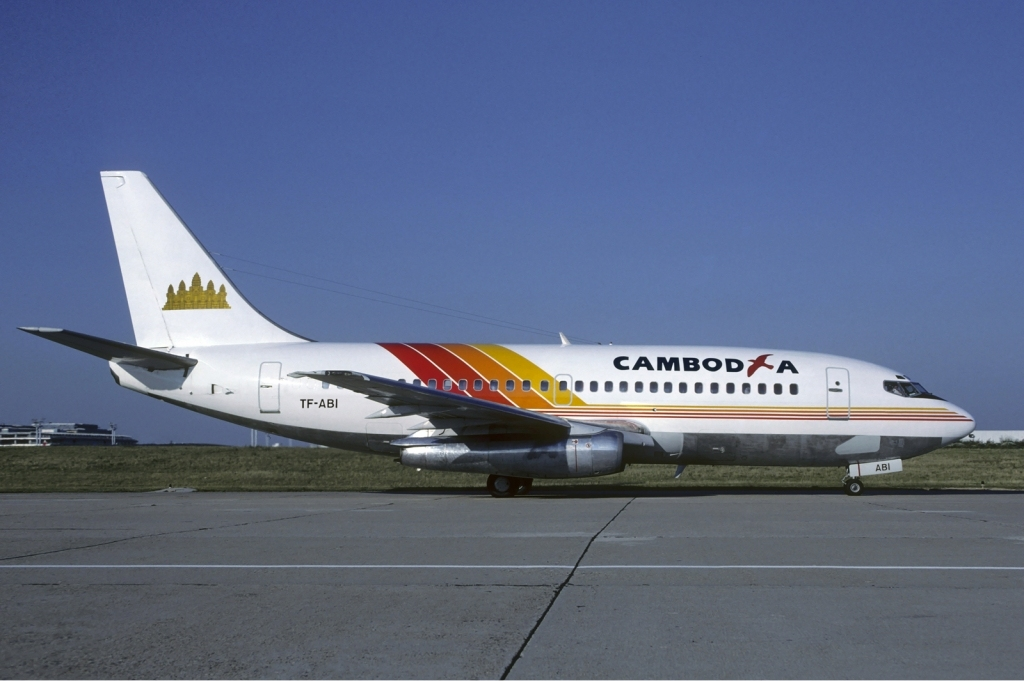
柬埔寨航空的波音737-200型客機

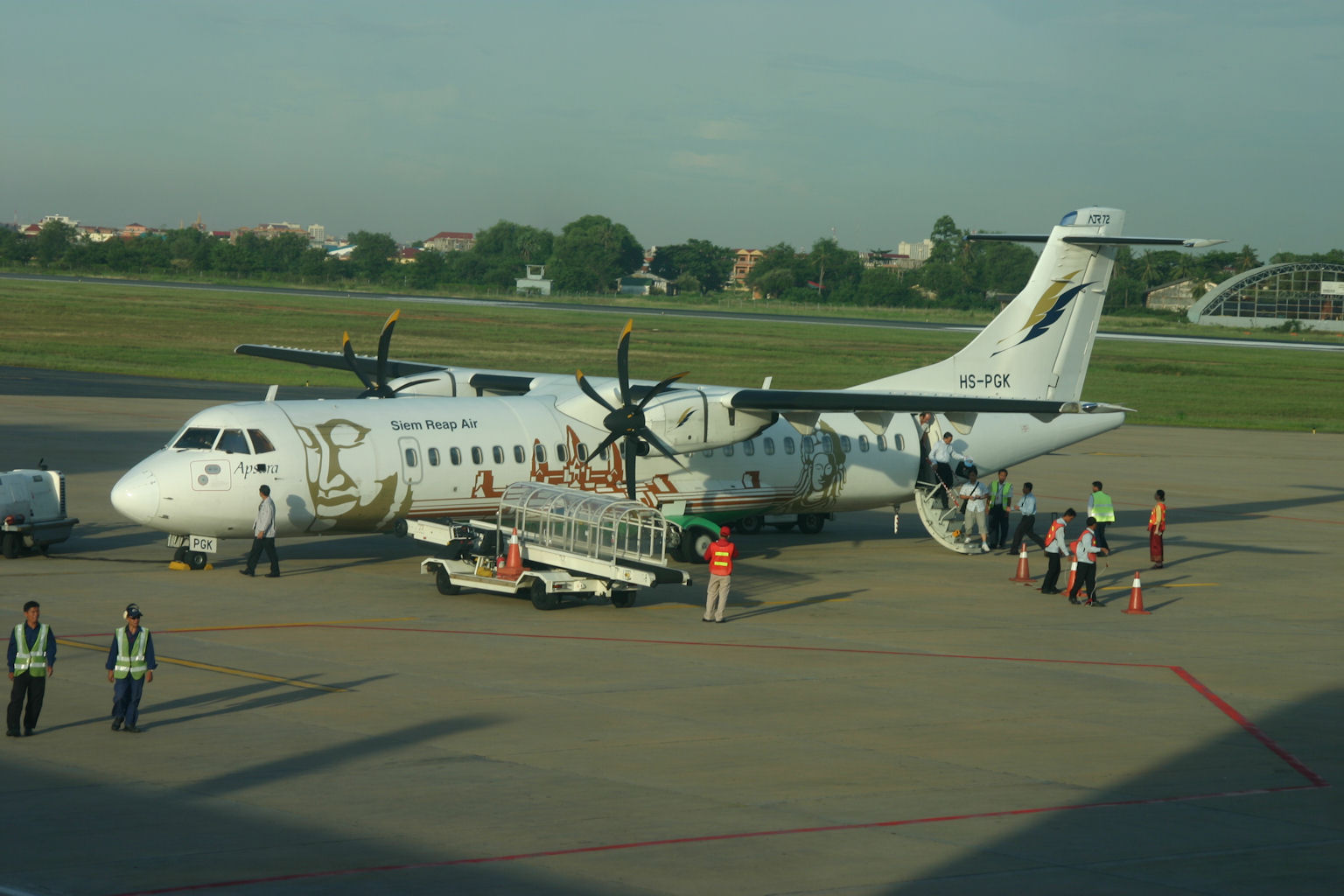
暹粒國際航空的ATR72客機

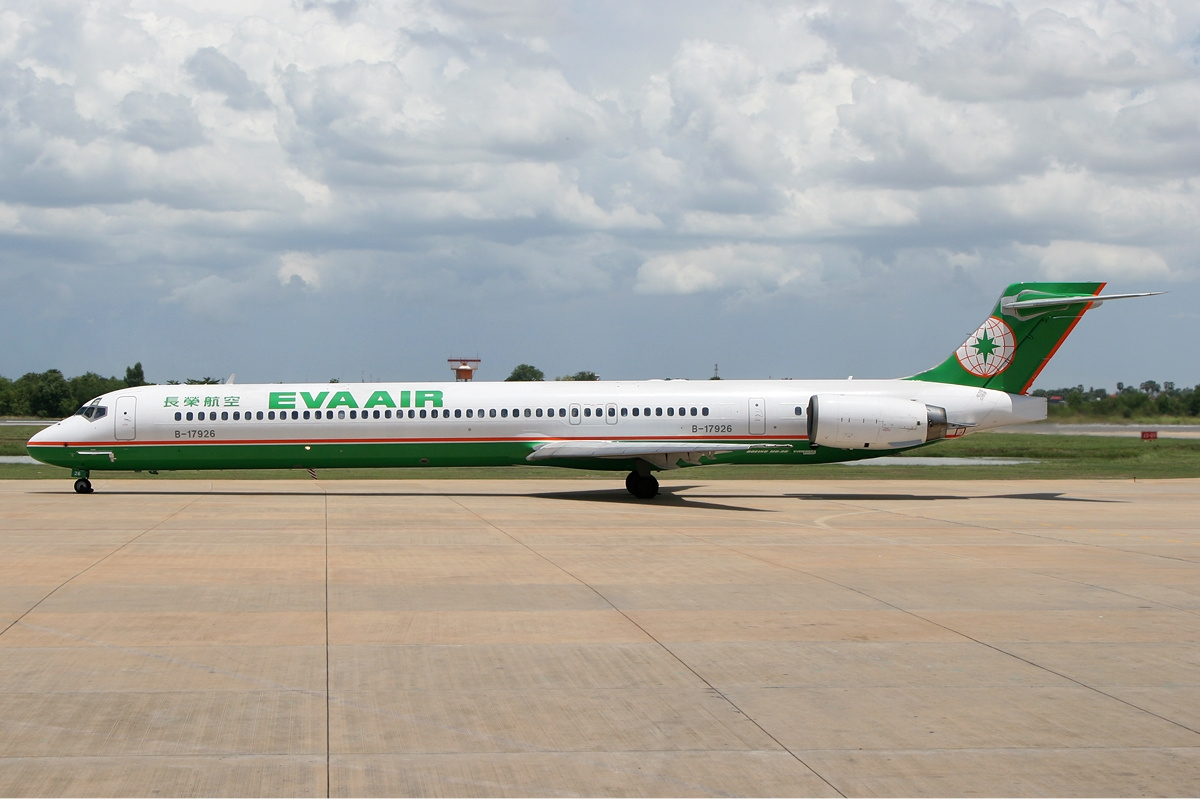
長榮航空MD90客機（已退役）

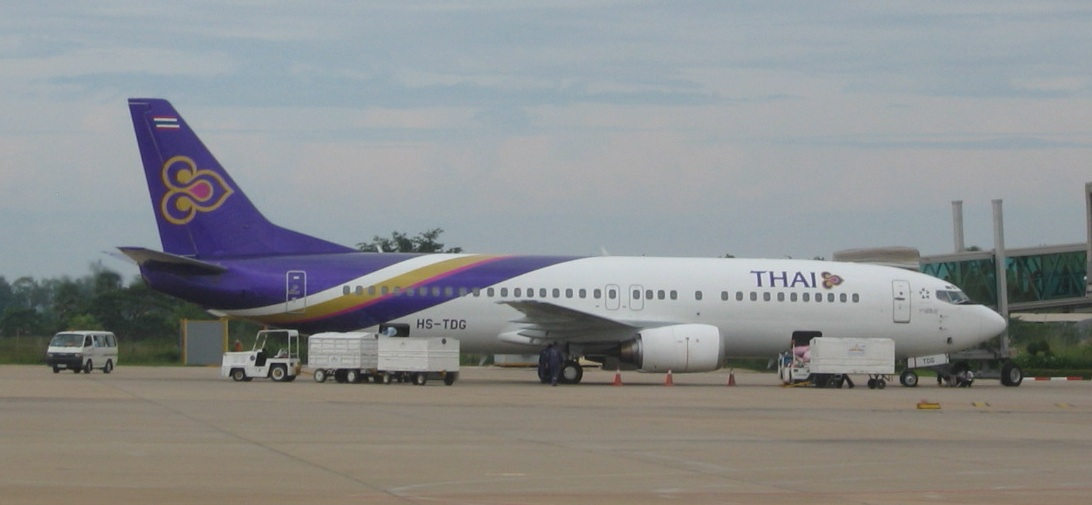
泰國國際航空的波音737-400型客機

## 航空公司與目的地

### 國內客運[6]
| 航空公司       | 目的地         | 客運大樓 |
| -------------- | -------------- | -------- |
| 柬埔寨航空     | 暹粒           | 國內     |
| 柬埔寨國家航空 | 暹粒、西哈努克 | 國內     |
| 瀾湄航空       | 暹粒、西哈努克 | 國內     |
| 天空吳哥航空   | 包機：暹粒     | 國內     |

### 國際客運
| 航空公司       | 目的地                                                                                     | 客運大樓 |
| -------------- | ------------------------------------------------------------------------------------------ | -------- |
| 柬埔寨國家航空 | 東南亞：胡志明市、峴港 東亞：香港、澳門、上海-浦東、廣州、杭州、武漢                       | 國際     |
| 瀾湄航空       | 澳門、曼谷-蘇凡納布、廣州、長沙                                                            | 國際     |
| 天空吳哥航空   | 包機：遵義、澳門                                                                           | 國際     |
| 柬埔寨航空     | 濟南、成都                                                                                 | 國際     |
| 越南航空       | 河內（部分經永珍）、胡志明市、永珍                                                         | 國際     |
| 菲律賓航空     | 馬尼拉                                                                                     | 國際     |
| 泰國國際航空   | 曼谷-蘇凡納布                                                                              | 國際     |
| 泰國越捷航空   | 曼谷-蘇凡納布                                                                              | 國際     |
| 曼谷航空       | 曼谷-蘇凡納布                                                                              | 國際     |
| 泰國亞洲航空   | 曼谷-廊曼、普吉島                                                                          | 國際     |
| 馬來西亞航空   | 吉隆坡                                                                                     | 國際     |
| 馬印航空       | 吉隆坡                                                                                     | 國際     |
| 亞洲航空       | 吉隆坡                                                                                     | 國際     |
| 新加坡航空     | 新加坡                                                                                     | 國際     |
| 中國國際航空   | 北京-首都                                                                                  | 國際     |
| 中國東方航空   | 上海-浦東、南寧、昆明                                                                      | 國際     |
| 中國南方航空   | 廣州、深圳                                                                                 | 國際     |
| 廈門航空       | 廈門、福州、重庆                                                                           | 國際     |
| 海南航空       | 季節性包機：三亞                                                                           | 國際     |
| 山東航空       | 濟南、重慶                                                                                 | 國際     |
| 深圳航空       | 深圳                                                                                       | 國際     |
| 春秋航空       | 上海-浦東、廣州、成都/天府、南京、瀋陽（經汕頭）、西安、深圳、扬州-泰州、汕頭-揭陽、哈爾濱 | 國際     |
| 華夏航空       | 湛江                                                                                       | 國際     |
| 國泰航空       | 香港                                                                                       | 國際     |
| 中華航空       | 臺北-桃園                                                                                  | 國際     |
| 長榮航空       | 臺北-桃園                                                                                  | 國際     |
| 全日本空輸     | 東京-成田                                                                                  | 國際     |
| 大韓航空       | 首爾-仁川                                                                                  | 國際     |
| 韓亞航空       | 首爾-仁川                                                                                  | 國際     |
| 阿聯酋航空     | 新加坡                                                                                     | 國際     |
| 卡塔尔航空     | 胡志明市                                                                                   | 國際     |

### 貨運

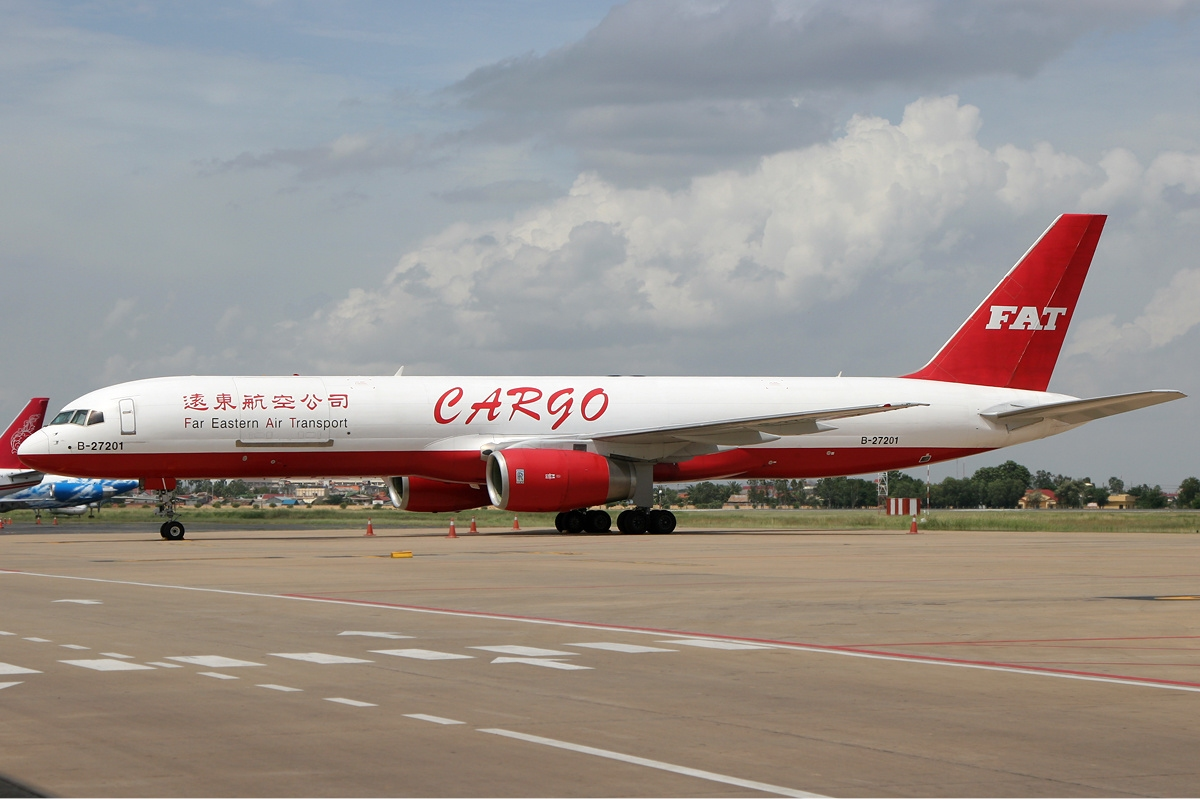
遠東航空的波音757-200F貨機

| 航空公司       | 目的地        |
| -------------- | ------------- |
| 順豐航空       | 深圳          |
| 國泰貨運航空   | 香港、檳城    |
| 千里航空       | 曼谷-蘇凡納布 |
| 拉亞航空       | 莎亞南、亞庇  |
| 卡塔尔航空貨運 | 多哈          |

## 統計
| 年份 | 乘客      | 飛機起降量 |
| ---- | --------- | ---------- |
| 1998 | 595,432   | 6,244      |
| 1999 | 738,115   | 7,239      |
| 2000 | 860,614   | 8,625      |
| 2001 | 917,367   | 17,364     |
| 2002 | 948,614   | 18,082     |
| 2003 | 867,190   | 16,346     |
| 2004 | 1,022,203 | 17,543     |
| 2005 | 1,081,745 | 17,033     |

## 交通
往返金边国际机场和市區有多種方法。在抵达大厅外，乘客可乘坐机场的士协会提供的士，视乎目的地遠近，其费用约12至18美金不等。較便宜的替代方案是连接机场的免费WiFi或购买带有上網功能的本地SIM卡，从HayLin应用程序電召專车，视乎目的地遠近，费用大约在2美元到12美元之间。
在2018年4月10日起，柬埔寨皇家鐵路公司提供金邊機場至金邊車站的火車路線，需時單程約30分鐘。

## 意外事故
- 1973年12月3日，法国联盟航空（英语：Air Union）一架編號爲XW-PHV的道格拉斯DC-3於起飛後不久墜毀。[8]
- 1975年1月19日，高棉汉莎航空一架编号为XU-HAK的道格拉斯C-47A和另一架编号为XU-KAL的道格拉斯DC-3以及东南亚航空运输公司一架编号为N86AC的道格拉斯C-47A在机场内被火箭弹击毁[9][10][11]。
- 1975年2月22日，高棉汉莎航空一架编号为XU-GAJ的道格拉斯C-47A被火箭弹击毁[12]。
- 1975年3月10日，高棉汉莎航空一架编号为XU-DAG的道格拉斯DC-3被火箭弹击毁[13]。
- 1975年3月11日，高棉汉莎航空一架道格拉斯DC-3被火箭弹击毁[14]。
- 1975年3月，老挝皇家航空（英语：Royal Air Lao）一架编号为XW-TDN的維克斯子爵于金边国际机场坠毁，機上4人全數罹難。据调查，涉事飞行员没有飞行器驾驶资格[15]但同年3月15日发布的报告称事故飞机编号为XW-TFK[16]。
- 1975年4月11日，索里亚航空一架道格拉斯DC-3（机身编号猜测为XW-PKT）起飞后不就被榴霰彈击中并焚毁，机上三名乘客中有兩人遇難[17]。 同日, 柬埔寨航空一架编号为XW-TFB的道格拉斯C-47B被火箭弹击毁[18]。
- 1997年9月3日，一架編號爲VN-A120的圖-134執行由胡志明市飛往金邊的越南航空815號班機於金邊國際機場附近墜毀，事件中有65名乘客遇難[19]。

## 外部連結
- 金邊國際機場（英／法文）